# JJ Peterka
John-Jason Peterka (Múnich, Alemania, 14 de enero de 2002) más conocido como JJ Peterka, es un jugador profesional alemán de hockey sobre hielo que se desempeña en la posición de extremo derecho en Buffalo Sabres, equipo de la National Hockey League (NHL).

## Carrera
Fue seleccionado en la segunda ronda en la NHL Entry Draft de 2020. En 2021 hizo su debut profesional con el equipo Buffalo Sabres, donde lleva jugando tres temporadas.